# Canyella (anatomia)

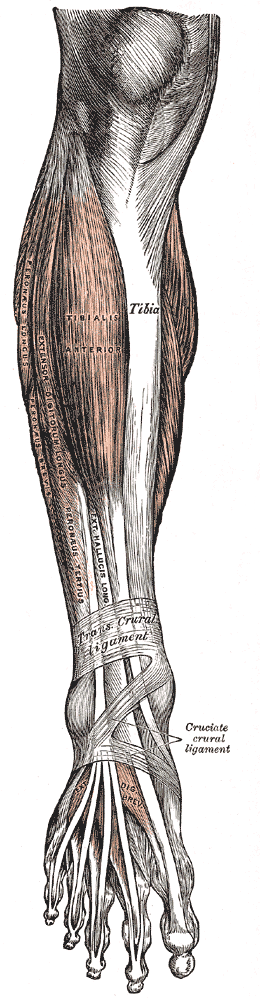
Anatomia de la canyella.

La canyella, canella, canya, sec o os de la cama és la part anterior de la cama (per tant, oposada al panxell), sobre mateix de la cara anterior de la tíbia.